# Buvette
Une buvette est un petit restaurant ou un comptoir généralement situé dans un théâtre, une gare, etc., où l'on sert des boissons et des repas légers.
Dans le sud-ouest du Québec, plus particulièrement en Outaouais et autour de la ville de Gatineau ainsi que Trois-Rivières, le terme buvette peut désigner un abreuvoir.